# Karl Friedrich Pockels

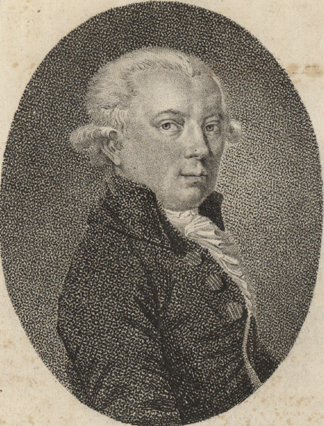
Karl Friedrich Pockels

Karl Friedrich Pockels (* 15. November 1757 in Wörmlitz bei Halle; † 29. Oktober 1814 in Braunschweig) war ein deutscher populär-philosophischer Schriftsteller, Genderforscher und braunschweigischer Hofrat. Er wurde als Biograph Herzog Karl Wilhelm Ferdinands bekannt.

## Leben
Der Sohn des Pastors Johann Gottlieb Pockels und dessen Ehefrau, der Pastorentochter Christiane Sophie geb. Hübner, studierte von 1776 bis 1779 Theologie und Philosophie an der Universität Halle. Zu seinen akademischen Lehrern gehörten August Hermann Niemeyer und Johann August Eberhard. Durch Vermittlung des Philanthropen Friedrich Eberhard von Rochow ging Pockels 1780 als Erzieher der beiden jüngsten Söhne Herzog Karl Wilhelm Ferdinands, August und Friedrich Wilhelm, nach Braunschweig. Er begleitete den nahezu erblindeten Prinzen August 1787 als Sekretär und Gesellschafter nach Northeim, wo dieser in hannoversche Militärdienste trat. Pockels bewog den stark behinderten Erbprinzen August, zugunsten seines jüngeren Bruders Friedrich Wilhelm auf den Thron zu verzichten. Pockels wurde 1790 zum Königlich-Großbritischen Rat und 1800 zum Herzoglich Braunschweigischen Hofrat ernannt. Das 1805 verliehene Kanonikat am Braunschweiger St. Blasiusstift sicherte ihn finanziell ab. Herzog Friedrich Wilhelm übertrug ihm am 2. April 1814 die Oberaufsicht über die Presse im Herzogtum Braunschweig. Pockels starb am 29. Oktober 1814 an einem Schlaganfall.

### Publizistische Tätigkeit
Pockels verfasste populär-psychologische und pädagogische Werke, darunter Schriften zur Kinderpsychologie und zur Psychologie der Geschlechter. Er war Mitarbeiter an Karl Philipp Moritz’ Magazin zur Erfahrungsseelenkunde und veröffentlichte mehrere Beiträge im Braunschweigischen Magazin. Im Jahre 1809 erschien seine Biographie über Herzog Karl Wilhelm Ferdinand.

### Familie
Pockels heiratete am 12. September 1790 Margarethe Dorothea Niemeyer, die älteste Tochter des hannoverschen Oberstleutnants J. K. Niemeyer in Einbeck. Der Ehe entstammten sieben Söhne, darunter der Militärarzt August Pockels, und vier Töchter. Seine Frau starb am  27. Juni 1850.

## Schriften
- Beiträge zur Beförderung der Menschenkenntniß, besonders in Rücksicht unsrer moralischen Natur. 2 Bände, Vieweg, Berlin 1788–1789, OCLC 601113057.
- Versuch einer Charakteristik des weiblichen Geschlechts. Ein Sittengemälde des Menschen, des Zeitalters und des geselligen Lebens 4 Bände. Ritscher, Hannover 1797–1801. (Digitalisat: Band 1, Band 2, Band 3, Band 5)
- Der Mann. Ein anthropologisches Charaktergemälde seines Geschlechts. Ein Gegenstück zu der Charakteristik des weiblichen Geschlechts 2 Bände, Ritscher, Hannover 1805, (zs.thulb.uni-jena.de).
- Die zehn Gebote des ehelichen Lebens, Versuch einer Charakteristik des weiblichen Geschlechts. 5 Bände, 1797–1802, Saucke, Hamburg 1951, OCLC 72243104.
- Die zehn Gebote des ehelichen Lebens. Saucke, Hamburg 1951, OCLC 720213724.
- Dem Edeln und Schönen, der frohen Laune und der Philosophie des Lebens gewidmet, erschienen als Separatum zum Taschenbuch auf das Jahr 1804. Hannover 1804, (ÖNB-ABO BZ225783302).
- (anonym erschienen): Carl Wilhelm Ferdinand, Herzog zu Braunschweig und Lüneburg. Ein biographisches Gemälde dieses Fürsten. Cotta, Tübingen 1809, OCLC 64413087.
- Ueber den Umgang mit Kindern. Erfahrungen, Maximen u. Winke für Aeltern, Erzieher u. Jugendfreunde in d. gebildeten Welt. Gebrüder Hahn, Hannover 1811, OCLC 671563992.